# André Bac
André Bac (* 14. Dezember 1905 in Paris; † 31. Mai 1989 ebenda) war ein französischer Kameramann.

## Leben
André Bac begann seine Berufstätigkeit als Pressefotograf und kam noch in der Stummfilmzeit zum Kino. Nach einigen Jahren als Kameraassistent und Mitglied der Kameracrew verbrachte er die Zeit der Besetzung Frankreichs im Zweiten Weltkrieg zum Großteil im Untergrund. Nach Kriegsende war als Chefkameramann tätig und konnte neben wenig bemerkenswerten Unterhaltungsfilmen auch anspruchsvollere Werke von Regisseuren wie Marcel Carné oder Claude Autant-Lara gestalten.

## Filmografie (Auswahl)
- 1939: Der Tag bricht an (Le jour se lève)
- 1946: Pforten der Nacht (Les portes de la nuit)
- 1949: Vor Tagesanbruch (Le point du jour)
- 1950: Dämon Uran (My daughter Joy)
- 1951: Verträumte Tage
- 1951: Die rote Herberge (L’auberge rouge)
- 1952: Drei Töchter Evas (Trois femmes, trois âmes)
- 1953: Der Schnee war schmutzig (La neige était sale)
- 1953: Hélène Boucher: Ein Fliegerleben (Horizons sans fin)
- 1954: Das zweite Leben (Double destin)
- 1955: Im Sumpf von Paris (Le long des trottoirs)
- 1956: Der Mann mit dem goldenen Schlüssel (L’homme aux clefs d’or)
- 1957: Der Pfarrer von Pigalle (Le désert de Pigalle)
- 1958: Der unfreiwillige Raketenflieger (A pied, à cheval et en spoutnik)
- 1960: Opfergang einer Nonne (Le dialogue des Carmélites)
- 1960: Herr Puntila und sein Knecht Matti
- 1962: Krieg der Knöpfe ( La guerre des boutons)
- 1963: Karambolage (Carambolages)
- 1963: Wie der Vater, so der Sohn (Bébert et l’omnibus)
- 1971, 1973: Die Abenteuer des Monsieur Vidocq (Les Nouvelles Aventures de Vidocq, Fernsehserie, 2 Folgen)